# Maria Elisabetta di Sassonia
Maria Elisabetta di Sassonia (Dresda, 22 novembre 1610 – Husum, 24 ottobre 1684) è stata una principessa di Sassonia ed una Duchessa di Holstein-Gottorp.

## Biografia
Maria Elisabetta era la seconda figlia del Principe Elettore Giovanni Giorgio I di Sassonia (1585–1656) e della sua seconda moglie, la Principessa Maddalena Sibilla di Hohenzollern, figlia del Duca Alberto Federico di Prussia e di sua moglie, la Principessa Maria Eleonora di Jülich-Kleve-Berg.
Il 21 febbraio 1630, Maria Elisabetta sposò a Dresda il Duca Federico III di Holstein-Gottorp (1597–1659), figlio del Duca Giovanni Adolfo di Holstein-Gottorp e di Augusta di Danimarca. I due erano stati fatti fidanzare tre anni e mezzo prima a Dresda, nell'ambito di un'unione matrimoniale progettata dalla Regina Danese Sofia e dalla Principessa Elettrice Vedova Edvige. Tuttavia, nel corso della Federico si schierò dalla parte della Danimarca, nella guerra scoppiata tra questo paese e gli Stati della Bassa Sassonia, mentre la famiglia di Maria Elisabetta, sebbene non partecipante al conflitto, si ritrovò schierata a favore degli Asburgo, nemici dei Danesi. Nella dote apportata da Maria Elisabetta al marito, cosa abbastanza inconsueta, vi erano dipinti del pittore Lucas Cranach il Vecchio.
Dopo la morte del marito, risiedette dal 1660 nel Castello di Husum, sua residenza vedovile, dopo che il suo primogenito aveva compiuto il diciottesimo anno d'età. Maria Elisabetta rinnovò il suo Castello, adeguandolo allo stile neobarocco e promosse l'arte e la cultura nella città, che conobbe sotto Maria Elisabetta un periodo di fioritura.

## Figli
Federico e Maria Elisabetta ebbero sedici figli:
- Sofia Augusta (1630 – 1680), sposò nel 1649 il principe Giovanni di Anhalt-Zerbst (1621 – 1667);
- Maddalena Sibilla (1631 – 1719), sposò nel 1654 il duca Gustavo Adolfo di Meclemburgo-Güstrow (1633 – 1695);
- Giovanni Adolfo (1632 – 1633);
- Maria Elisabetta (1634 – 1665), sposò nel 1650 il langravio Luigi VI d'Assia-Darmstadt (1630 – 1678);
- Federico (1635 – 1654);
- Edvige Eleonora (1636 – 1715), sposò nel 1654 il re Carlo X Gustavo di Svezia (1622 – 1660);
- Adolfo Gustavo (1637 – 1637);
- Giovanni Giorgio (1638 – 1655);
- Anna Dorotea (1640 – 1713);
- Cristiano Alberto (1641 – 1695), duca di Holstein-Gottorp e principe-vescovo di Lubecca, sposò nel 1667 Federica Amalia (1649 – 1704), figlia del re Federico III di Danimarca;
- Gustavo Ulrico (1642 – 1642);
- Cristina Sabina (1643 – 1644);
- Augusto Federico (1646 – 1705), dal 1666 principe-vescovo di Lubecca, sposò nel 1676 Cristina (1656 – 1698), figlia del duca Augusto di Sassonia-Weissenfels;
- Adolfo (1647 – 1648);
- Elisabetta Sofia (1647 – 1647);
- Augusta Maria (1649 – 1728), sposò nel 1670 il margravio Federico VII di Baden-Durlach (1647 – 1709).

## Ascendenza
|                                     |                      |                                   | Genitori                       |  |  | Nonni |  |  | Bisnonni              |  |  | Trisnonni             |  |
|                                     |                      |                                   |                                |  |  |       |  |  | Augusto I di Sassonia |  |  | Enrico IV di Sassonia |  |
|                                     |                      |                                   |                                |  |  |       |  |  | Augusto I di Sassonia |  |  | Enrico IV di Sassonia |  |
|                                     |                      | Caterina di Meclemburgo-Schwerin  |                                |  |  |       |  |  | Augusto I di Sassonia |  |  |                       |  |
| Cristiano I di Sassonia             |                      |                                   |                                |  |  |       |  |  | Augusto I di Sassonia |  |  |                       |  |
|                                     |                      | Anna di Danimarca                 | Cristiano III di Danimarca     |  |  |       |  |  |                       |  |  |                       |  |
|                                     |                      | Anna di Danimarca                 | Cristiano III di Danimarca     |  |  |       |  |  |                       |  |  |                       |  |
|                                     |                      | Anna di Danimarca                 | Dorotea di Sassonia-Lauenburg  |  |  |       |  |  |                       |  |  |                       |  |
| Giovanni Giorgio I di Sassonia      |                      | Anna di Danimarca                 |                                |  |  |       |  |  |                       |  |  |                       |  |
|                                     |                      | Giovanni Giorgio di Brandeburgo   | Gioacchino II di Brandeburgo   |  |  |       |  |  |                       |  |  |                       |  |
|                                     |                      | Giovanni Giorgio di Brandeburgo   | Gioacchino II di Brandeburgo   |  |  |       |  |  |                       |  |  |                       |  |
|                                     |                      | Giovanni Giorgio di Brandeburgo   | Maddalena di Sassonia          |  |  |       |  |  |                       |  |  |                       |  |
| Sofia di Brandeburgo                |                      | Giovanni Giorgio di Brandeburgo   |                                |  |  |       |  |  |                       |  |  |                       |  |
|                                     |                      | Sabina di Brandeburgo-Ansbach     | Giorgio di Brandeburgo-Ansbach |  |  |       |  |  |                       |  |  |                       |  |
|                                     |                      | Sabina di Brandeburgo-Ansbach     | Giorgio di Brandeburgo-Ansbach |  |  |       |  |  |                       |  |  |                       |  |
|                                     |                      | Sabina di Brandeburgo-Ansbach     | Edvige di Münsterberg-Oels     |  |  |       |  |  |                       |  |  |                       |  |
| Maria Elisabetta di Sassonia        |                      | Sabina di Brandeburgo-Ansbach     |                                |  |  |       |  |  |                       |  |  |                       |  |
|                                     | Alberto I di Prussia | Federico I di Brandeburgo-Ansbach |                                |  |  |       |  |  |                       |  |  |                       |  |
|                                     | Alberto I di Prussia | Federico I di Brandeburgo-Ansbach |                                |  |  |       |  |  |                       |  |  |                       |  |
|                                     | Alberto I di Prussia | Sofia di Polonia                  |                                |  |  |       |  |  |                       |  |  |                       |  |
| Alberto Federico di Prussia         | Alberto I di Prussia |                                   |                                |  |  |       |  |  |                       |  |  |                       |  |
|                                     |                      | Anna Maria di Brunswick-Lüneburg  | Eric I di Brunswick-Lüneburg   |  |  |       |  |  |                       |  |  |                       |  |
|                                     |                      | Anna Maria di Brunswick-Lüneburg  | Eric I di Brunswick-Lüneburg   |  |  |       |  |  |                       |  |  |                       |  |
|                                     |                      | Anna Maria di Brunswick-Lüneburg  | Elisabetta di Brandeburgo      |  |  |       |  |  |                       |  |  |                       |  |
| Maddalena Sibilla di Prussia        |                      | Anna Maria di Brunswick-Lüneburg  |                                |  |  |       |  |  |                       |  |  |                       |  |
|                                     |                      | Guglielmo di Jülich-Kleve-Berg    | Giovanni III di Kleve          |  |  |       |  |  |                       |  |  |                       |  |
|                                     |                      | Guglielmo di Jülich-Kleve-Berg    | Giovanni III di Kleve          |  |  |       |  |  |                       |  |  |                       |  |
|                                     |                      | Guglielmo di Jülich-Kleve-Berg    | Maria di Jülich-Berg           |  |  |       |  |  |                       |  |  |                       |  |
| Maria Eleonora di Jülich-Kleve-Berg |                      | Guglielmo di Jülich-Kleve-Berg    |                                |  |  |       |  |  |                       |  |  |                       |  |
|                                     |                      | Maria d'Austria                   | Ferdinando I d'Asburgo         |  |  |       |  |  |                       |  |  |                       |  |
|                                     |                      | Maria d'Austria                   | Ferdinando I d'Asburgo         |  |  |       |  |  |                       |  |  |                       |  |
|                                     |                      | Maria d'Austria                   | Anna Jagellone                 |  |  |       |  |  |                       |  |  |                       |  |
|                                     |                      | Maria d'Austria                   |                                |  |  |       |  |  |                       |  |  |                       |  |